# 棉口尾甲鰺
棉口尾甲鰺（学名：Uraspis secunda），為輻鰭魚綱鱸形目鱸亞目鰺科尾甲鰺屬下的一個種，分布於全球各大洋溫暖的海域，深度1-50公尺，會進行洄游，體呈橢圓形且側扁，口腔及舌頭為白色，成魚體色為黑暗至藍黑色，幼魚則側邊具有6-7個暗帶，帶有蒼白的間隙，背鰭硬棘9枚、背鰭軟條27-32枚、臀鰭硬棘3枚、臀鰭軟條19-23枚，體長可達50公分，體重可達2公斤，可做為食用魚，但非具商業性，亦可當作遊釣魚。

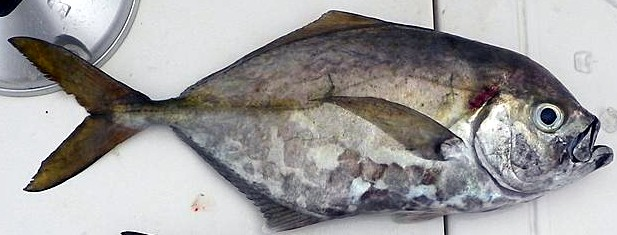
在佛羅里達州基韋斯特捕獲的棉口尾甲鰺
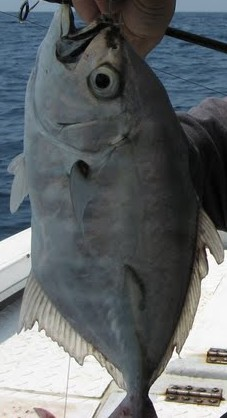
在斯里蘭卡沿岸捕獲的棉口尾甲鰺
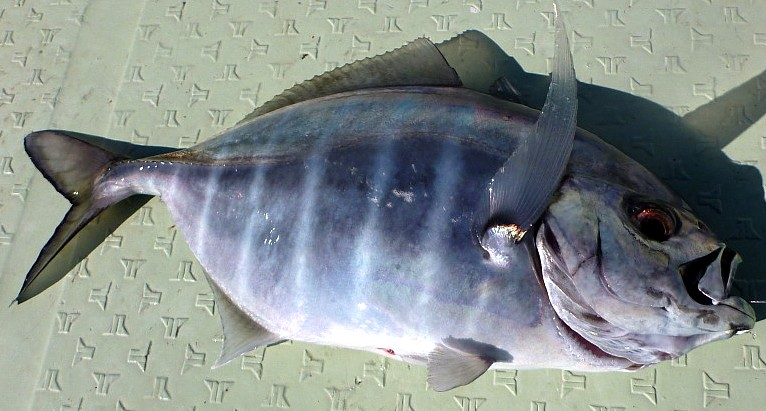
在斐濟海域捕獲的棉口尾甲鰺幼魚